# Forever (Kool & the Gang)
Forever è il diciassettesimo album in studio del gruppo musicale statunitense Kool & the Gang, pubblicato nel 1986.

## Tracce
Side 1
1. Victory – 4:37 (Ronald Bell & James Taylor)
2. I.B.M.C. – 4:14 (Ronald Bell & James Taylor)
3. Stone Love – 4:37 (Charles Smith, James Taylor & Kool & The Gang)
4. Forever – 5:03 (Ronald Bell, Dwania Kyles & James Taylor)

Side 2
1. Holiday – 4:12 (Curtis Williams, James Taylor & Kool & The Gang)
2. Peace maker – 4:35 (George Brown, James Taylor & Kool & The Gang)
3. Broadway – 3:40 (Curtis Williams, James Taylor & Kool & The Gang)
4. Special Way – 5:26 (Ronal Bell, Dwania Kyles, James Taylor, Kendal Stubbs & George Brown)
5. God's Country – 5:04 (James Taylor & Gary Culpepper)

## Staff artistico
- Ronald Bell (Khalis Bayyan) (sassofono, tastiere)
- Robert "Kool" Bell (basso)
- James "J.T." Taylor (voce principale, percussioni)
- George Brown (batteria)
- Charles Smith (chitarra)
- Dennis "Dee Tee" Thomas (sax alto)
- Robert "Spike" Mickens (tromba)
- Clifford Adams (trombone)
- Michael Ray (tromba)

Altri musicisti:
- Kendal Stubbs
- Alex Williams
- Mark Attalla

Tutte le parti vocali sono cantate da James "J.T." Taylor;
le voci nei cori addizionali dei brani 2 (side 1) e 1, 2, 5 (side 2) sono di:
Barbara Hernandez, Starleana Young, Lisa Foster, Jeff Clardy, Bert Clardy, Kendal Stubbs.
Nel brano 2 (side 2) sono di Kool & The Gang.